# Michael Stradal
Michael Stradal (* 1942 in Wien) ist ein österreichischer Autor. Er schreibt Novellen, Phantasmen, Kriminalromane und heitere Erzählungen.

## Leben
Er absolvierte ein Diplomstudium an der Hochschule für Welthandel in Wien und studierte am Konservatorium der Stadt Wien Orgel. Von 1967 bis 1997 war er  im Bereich Rechnungs-, Revisions- und EDV-Wesen tätig, anschließend arbeitete er als selbstständiger Unternehmensberater. Stradal ist seit 1965 literarisch tätig. Er verknüpft in seinen Werken Biografisches mit Phantastischem. Seine Bücher behandeln unter anderem die Musiker Mozart, Beethoven, Haydn und Liszt.
Stradal ist Mitglied des internationalen und Österreichischen P.E.N.-Clubs, des Literaturkreises Podium, des Österreichischen Schriftsteller/innenverbands und des Verband Katholischer Schriftsteller. Michael Stradal lebt in Maria Enzersdorf.

## Werke
- Das Geheimnis um Mozarts Amalien-Etüde, Edition Roesner, Maria Enzersdorf 2006 ISBN 978-3-902300-34-8
- Der Beethoven-Tee, Edition Roesner, Maria Enzersdorf 2008 ISBN 978-3-902300-36-2
- Die Briefe der Rosalyn Haydn, Edition Roesner, Maria Enzersdorf 2009 ISBN 978-3-902300-42-3
- Franz Liszt und das Geschenk der Madame Babèrre, Edition Roesner, Maria Enzersdorf 2010 ISBN 978-3-902300-52-2
- Punti Verdi. Grüne Punkte, Edition Roesner, Maria Enzersdorf 2011 ISBN 978-3-902300-63-8
- Petri Heil!, Edition Roesner, Maria Enzersdorf 2012 ISBN 978-3-902300-67-6
- JEM : Tod am Altar, Edition Va Bene, Klosterneuburg 2014 ISBN 978-3-85167-285-5
- Der schielende Christus. Gänsehautgeschichten, united p.c. Verlag, Neckenmarkt 2015 ISBN 978-3-7103-2396-6